# Étienne de Flacourt
Étienne de Flacourt (Orleães, 1607–1660) foi um governador francês de Madagascar, nomeado para o cargo pela Companhia Francesa das Índias Orientais, em 1648.

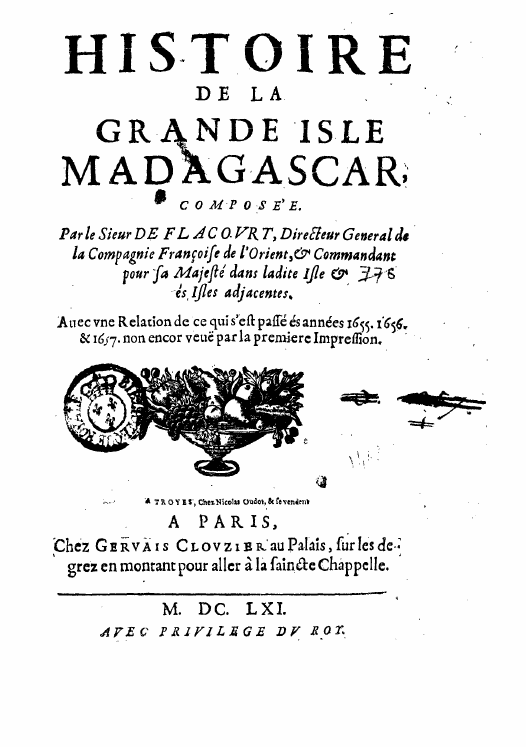
l'Histoire de la Grande Isle Madagascar.

Flacourt restaurou a ordem entre os soldados franceses que haviam se amotinado; porém teve menos êxito ao lidar com os nativos da ilha, e suas intrigas e ataques o mantiveram em estado de alerta constante durante todo o tempo em que ocupou o cargo.
Em 1655 retornou à França, e pouco tempo depois foi indicado diretor-geral da companhia; novamente retornou a Madagascar e, durante a viagem de retorno, em 10 de julho de 1660, sofreu um naufrágio e morreu afogado.
Flacourt é autor de uma Histoire de la grande isle de Madagascar ("História da grande ilha de Madagascar, 1ª edição em 1658, 2ª em 1661). Foi um dos poucos - e possivelmente o único - autores ocidentais que efetuou registros acerca do pássaro elefante de Madagascar, enquanto eles ainda não haviam sido extintos.